# Рен
Рен или Ренн (фр. Rennes, МФА: [ʁɛn]о файле; брет. Roazhon) — город и коммуна во Франции, префектура департамента Иль и Вилен и административный центр региона Бретань. Город расположен на западе Франции, в 308 км от Парижа, в месте слияния рек Иль и Вилен. По состоянию на 2018 год в Ренне проживало 217 728 жителей.

## История
Название городу дало кельтское племя редонов, обитавшее здесь в древности. Столица редонов, давшая начало Рену, стояла на перекрёстке основных дорог области Арморика. Реннская епархия ведёт отсчёт своей истории с IV века. В Средние века графы Ренна оспаривали у графов Нанта главенство в Бретани. Соперничество между Нантом и Реном продолжалось и после присоединения Бретани к Франции в начале XVI века.
В 1491 году, во время войны с Бретанью, французская армия короля Карла VIII безуспешно атаковала Рен. Бретань уже повсеместно капитулировала, но Рен сопротивлялся. Защитники города были полны решимости сопротивляться до смерти, но герцогиня Анна Бретонская предпочла вести переговоры. В результате был заключен Реннский договор от 15 ноября 1491 года, предусматривавший её брак с Карлом VIII и последующее объединение Бретани с Французским королевством. Анна ревностно охраняла автономию Бретани, и в договоре было указано, что правосудие в Бретани будет и впредь осуществляться в соответствии с принятыми здесь практикой и обычаями, и это условие соблюдается до сих пор.
Средневековый Рен был уничтожен великим пожаром 1720 года, однако уцелел Дворец парламента Бретани с пышно декорированным главным залом. Центр города, заново выстроенный в XVIII веке, может служить примером градостроительной политики классицизма с широкими улицами, расположенными перпендикулярно друг к другу. Парадную застройку времён Людовика XV представляет городская ратуша. Тогда же была канализирована река Вилен.
Во время Великой французской революции служил плацдармом для подавления Вандейского мятежа. В годы Второй мировой войны Рен сильно пострадал от бомбардировок как немцев, так и союзников: погибли тысячи горожан, были разрушены многие старинные здания, включая городской музей.

## Достопримечательности
- Памятники гражданской архитектуры старого порядка: дворец парламента Бретани (1618—1655), Реннская ратуша (1722), здания университета, дворец Святого Георгия (бывшая резиденция епископа, 1672), городская опера.
- Религиозные памятники: собор Сен-Совёр XVIII века, готическая церковь Сен-Жермен, Реннский собор. Последний заложен в XII веке, в 1490 г. частично обрушился, новый фасад возведён в XVI—XVII вв., в XVIII веке разобран из страха перед новым обрушением, к 1844 г. возведён заново в стиле классицизма.
- Ботанический сад Табор, открыт для посещения в 1868 году.

## Экономика
Традиционно в Рене были предприятия машиностроения, развиты гончарное, мебельное и кожевенное производства, была развита торговля скотом, птицей, хлебом, мёдом, воском и лесом.
Сейчас в Рене есть предприятия таких компаний, как Citroën и France Telecom. Также в Рене расположена штаб-квартира компании Groupe Le Duff, международного производителя французской выпечки, а также оператора сетей кафе и пиццерий.
Структура занятости населения:
- сельское хозяйство — 0,2 %
- промышленность — 4,5 %
- строительство — 4,8 %
- торговля, транспорт и сфера услуг — 51,0 %
- государственные и муниципальные службы — 39,5 %

Уровень безработицы (2018) — 16,1 % (Франция в целом — 13,4 %, департамент Иль и Вилен — 10,4 %). 

Среднегодовой доход на 1 человека, евро (2018) — 21 410 (Франция в целом — 21 730, департамент Иль и Вилен — 22 230).

## Демография
Динамика численности населения, чел.

## Администрация
Левые управляют Ренном с 1977 года. С 2014 года пост мэра занимает член Социалистической партии Натали Аппере (Nathalie Appéré), бывший депутат Национального собрания Франции. На муниципальных выборах 2020 года возглавляемый ею левый список победил во 2-м туре, получив 65,35 % голосов (из трех списков).
| Период | Период | Фамилия       | Партия                           | Примечания |
| ------ | ------ | ------------- | -------------------------------- | --- |
| 1953   | 1977   | Анри Фревиль  | Народно-республиканское движение | профессор, президент Генерального совета департамента, депутат Национального собрания Франции, сенатор                                       |
| 1977   | 2008   | Эдмон Эрве    | Социалистическая партия          | профессор, член Генерального совета департамента, депутат Национального собрания Франции, министр-делегат по вопросам энергетики (1981—1983) |
| 2008   | 2014   | Андре Делаво  | Социалистическая партия          | журналист, член Генерального совета департамента,                                                                                            |
| 2014   |        | Натали Аппере | Социалистическая партия          | директор по социальным и культурным вопросам, депутат Национального собрания Франции                                                         |

## Образование и культура
В XIX веке университеты (около 60 000 студентов) состояли из факультетов юридического, философского и физико-математического и фармацевтического института. В конце века в городе были общественная библиотека (600 тыс. томов), консерватория, художественная школа, учительская семинария (мужская и женская), земледельческое училище. В настоящее время действуют Университет Ренн I и Университет Ренн II Верхней Бретани.
25 апреля 2010 года в Рене прошёл международный рок-фестиваль Thrash and Burn European Tour 2010.

## Спорт
В Рене базируется футбольный клуб «Стад Ренне» (известный неофициально просто как «Ренн»).

## Транспорт
С 2002 года действует полностью автоматический, без машинистов, Реннский метрополитен с 15 станциями. До 2008 года Ренн был самым маленьким городом в мире с полноценным метро (пальму первенства отобрал Лозаннский метрополитен).

## Климат
| Показатель                    | Янв.  | Фев.  | Март | Апр. | Май  | Июнь | Июль | Авг. | Сен. | Окт. | Нояб. | Дек.  | Год   |
| ----------------------------- | ----- | ----- | ---- | ---- | ---- | ---- | ---- | ---- | ---- | ---- | ----- | ----- | ----- |
| Абсолютный максимум, °C       | 16,4  | 19,8  | 23,1 | 27,5 | 29,7 | 36,3 | 35,6 | 37,8 | 34,8 | 26,6 | 19,8  | 17,4  | 37,8  |
| Средний суточный максимум, °C | 8,0   | 9,1   | 11,8 | 14,3 | 17,8 | 21,2 | 23,7 | 23,2 | 21,1 | 16,7 | 11,5  | 8,7   | 15,6  |
| Средняя температура, °C       | 5,1   | 5,7   | 7,6  | 9,8  | 13,0 | 16,2 | 18,3 | 18,0 | 16,1 | 12,5 | 8,2   | 5,9   | 11,4  |
| Средний суточный минимум, °C  | 2,1   | 2,4   | 3,5  | 5,3  | 8,2  | 11,1 | 13,0 | 12,8 | 11,1 | 8,3  | 4,8   | 3,0   | 7,1   |
| Абсолютный минимум, °C        | −14,7 | −10,4 | −6,4 | −3,2 | −1,1 | 2,2  | 5,5  | 4,5  | 1,9  | −1,6 | −5,9  | −12,6 | −14,7 |
| Норма осадков, мм             | 62    | 56    | 53   | 43   | 63   | 46   | 39   | 41   | 47   | 62   | 69    | 63    | 644   |
| Источник: Infoclimat          |       |       |      |      |      |      |      |      |      |      |       |       |       |

## Города-побратимы
- Сетиф, Алжир
- Лёвен (нидерл. Leuven, фр. Louvain, нем. Löwen), Бельгия
- Эксетер (англ. Exeter), Великобритания[9][10]
- Хюэ (вьет. Huế), Вьетнам
- Эрланген (нем. Erlangen), Германия
- Корк (англ. Cork, ирл. Corcaigh), Ирландия
- Алма-Ата (каз. Алматы), Казахстан
- Цзинань, Китай
- Бандиагара, Мали
- Познань, Польша
- Сибиу (рум. Sibiu), Румыния
- Рочестер (англ. Rochester), штат Нью-Йорк, США
- Брно (чеш. Brno), Чехия
- Сэндай (яп. 仙台市), Япония

## Галерея
- Кафдеральный собор Ренна
- Дворец Святого Георгия
- Интерьеры дворца парламента Бретани
- Витражи церкви Сен-Жермен
- Ворота старинной крепостной стены
- Парк Табор